# 指導主義
指導主義（Instructivism/ Instructionalism）是教育學一種被分類為實證主義的知識習得的理論。指導主義哲學家認為知識是一種能夠正確反映真實世界的客觀事實，並以此觀念發現出探索自然界的研究方法。
指導主義以教師和機構為中心，強調教師在指導學習過程中扮演著主導和控制學習內容和方式的角色，學習者則是知識的被動接受者。這種學習環境通常被稱為以教師為中心的學習環境，學習的目標和內容都是由教師定義的，學生在探索想法和接受內容的過程中是被動的。 

## 參看
- 學習理論
- 自主學習
- 建構主義